# Hiptage
Hiptage là một chi thực vật có hoa trong họ Malpighiaceae.

## Hình ảnh

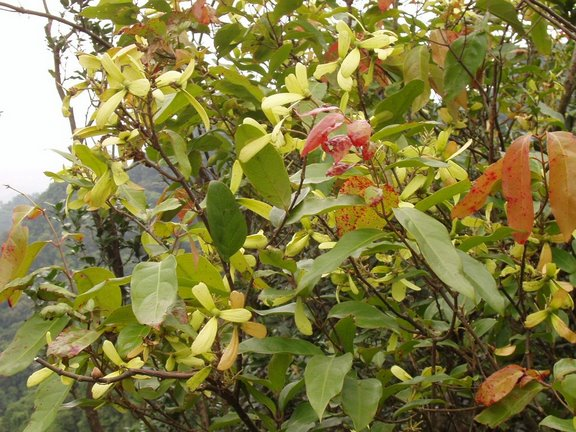
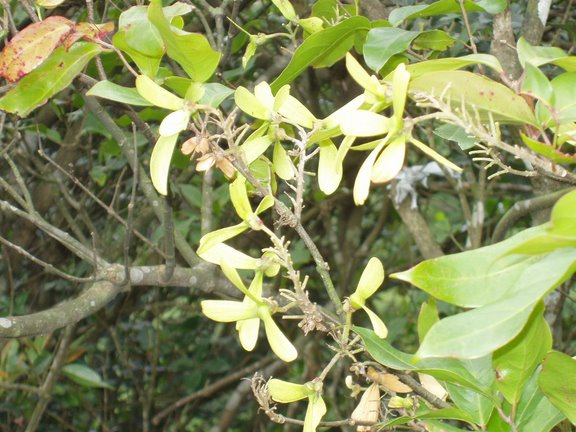
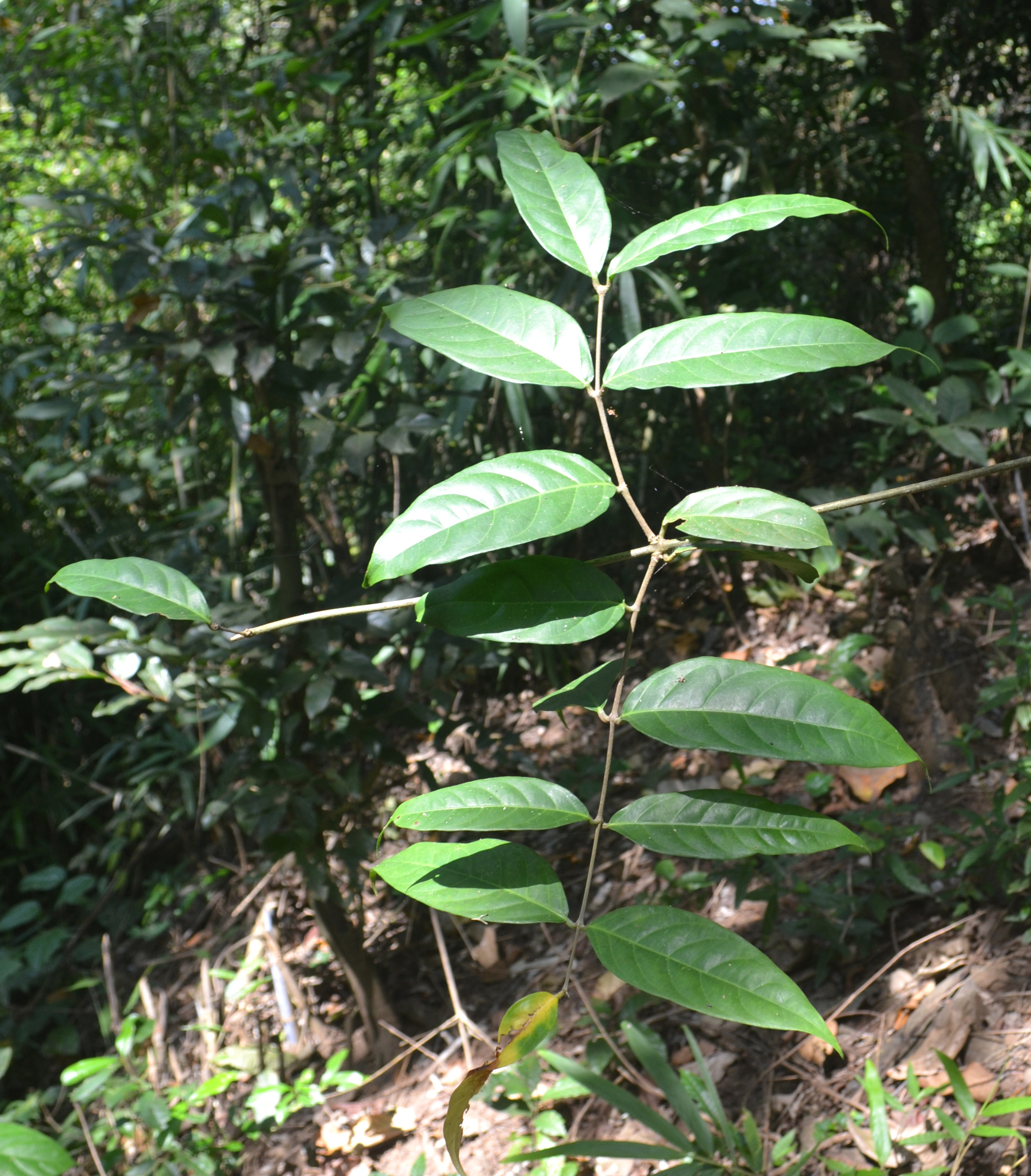
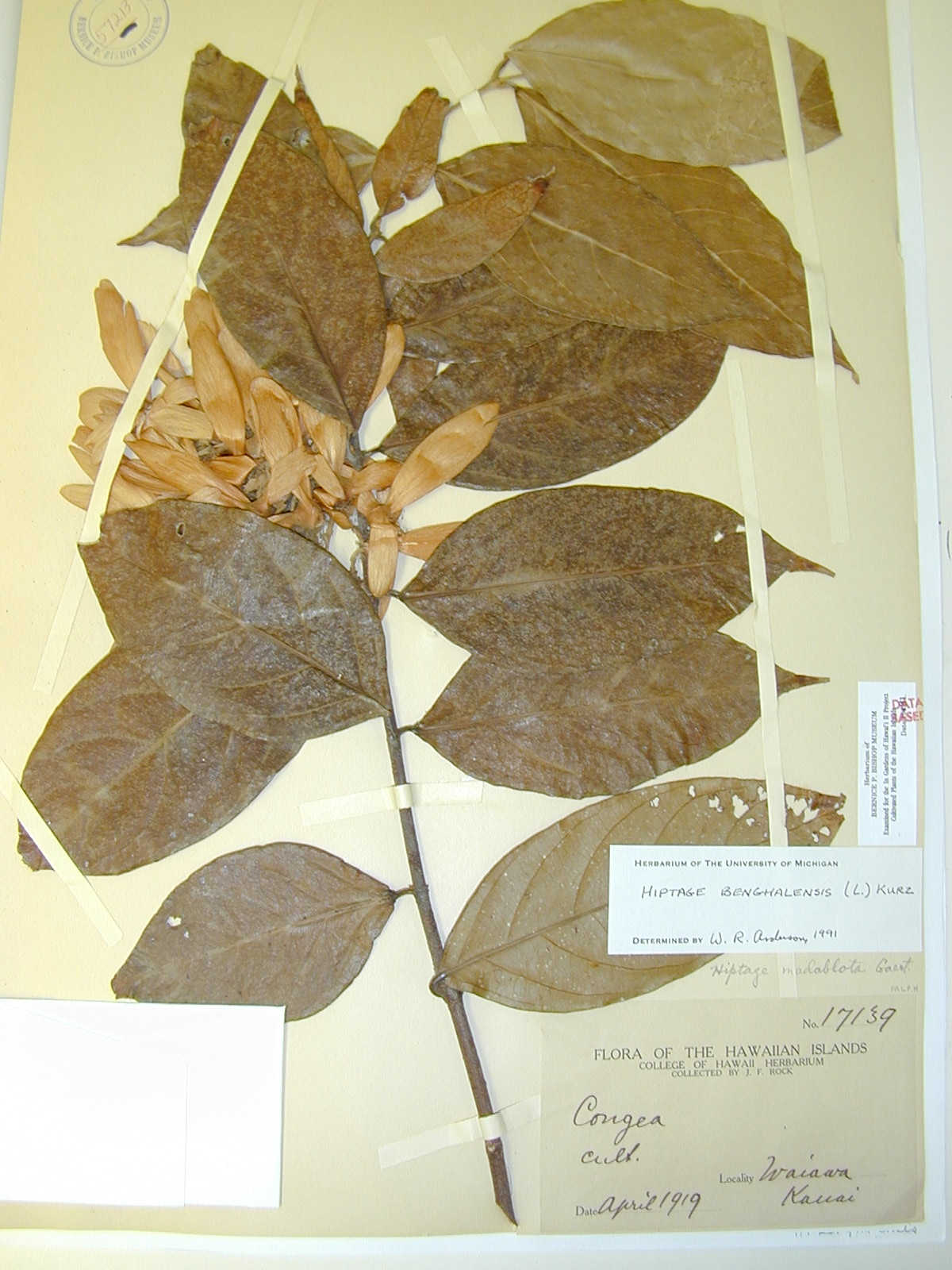

## Loài
Chi Hiptage gồm các loài: